# Pannellainidae
Pannellainidae es una familia de foraminíferos bentónicos de la superfamilia Discorboidea, del suborden Rotaliina y del orden Rotaliida. Su rango cronoestratigráfico abarca desde el Oligoceno hasta la Actualidad.

## Clasificación
Pannellainidae incluye al siguiente género:
- Pannellaina

Otro género considerado en Pannellainidae es:
- Fastigiella, aceptado como Pannellaina